# Ficus pumila var. awkeotsang
Ficus pumila var. awkeotsang належить до родини Фікусових і є різновидом Ficus pumila.

## Використання

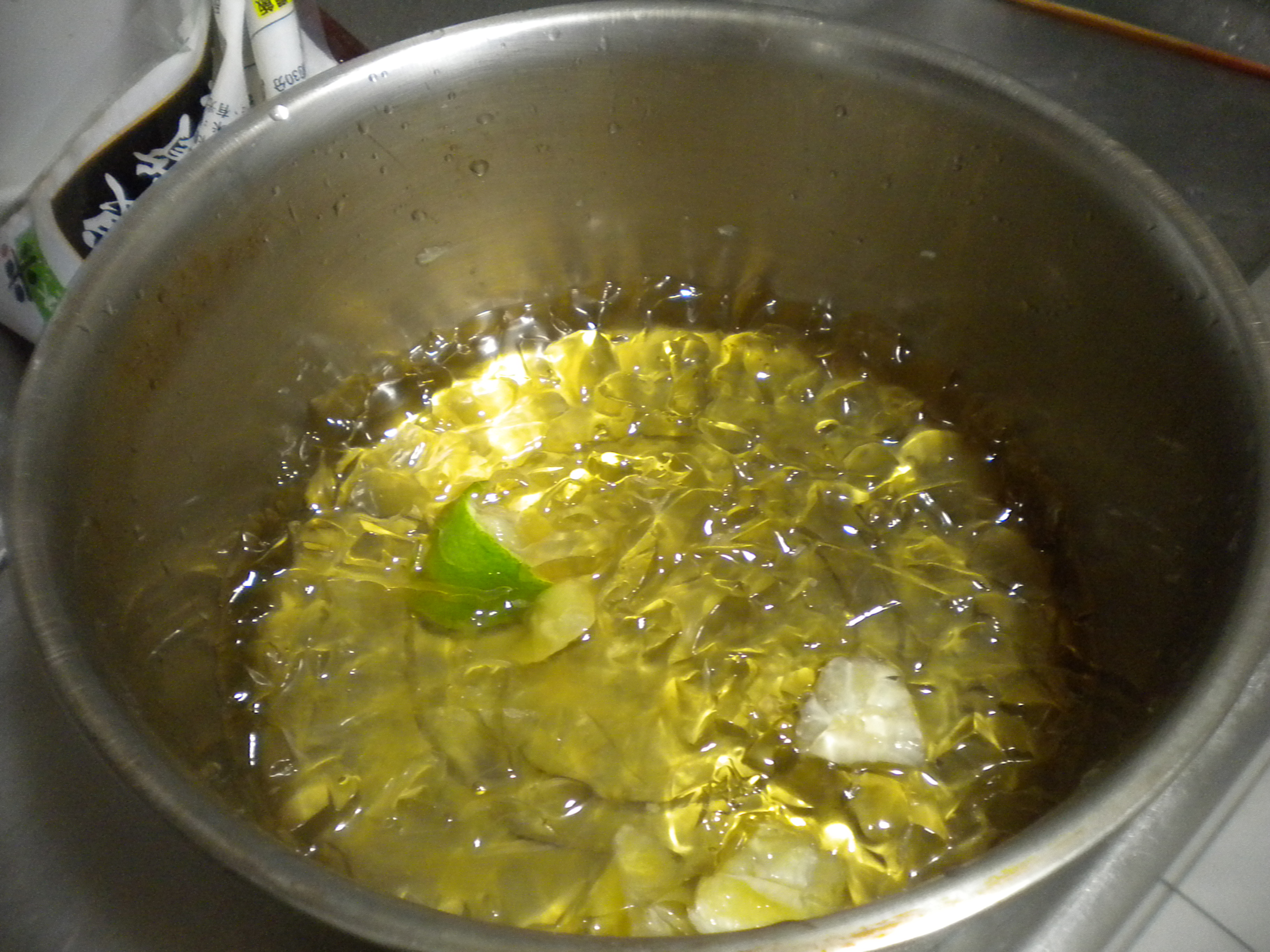
Айю желе

Рослину іноді вирощують біля бетелевих пальм, що забезпечує високий стовбур, який інжир використовує як опору для підйому.
Основним використанням цієї рослини є насіння її плодів, які збирають для виготовлення желе айю на Тайвані (відоме як желе з льоду в Сінгапурі). У поєднанні з підсолоджувачами та лимонним або лаймовим соком желе є улюбленою закускою на нічних ринках Тайваню, фермерських ринках Тайваню та торгових центрах Сінгапуру.